# Crawford Wilson
Crawford Wilson (Memphis, 19 giugno 1990) è un attore e doppiatore statunitense, noto per aver doppiato il personaggio di Beat in The World Ends with You e in Kingdom Hearts 3D: Dream Drop Distance e il personaggio di Jet nella serie animata Avatar - La leggenda di Aang.

## Filmografia parziale

### Televisione
- Pete il galletto (Hatching Pete), regia di Stuart Gillard – film TV (2009)